# Lapiedra martinezii
Lapiedra martinezii Lag. – gatunek roślin z monotypowego rodzaju Lapiedra Lag.
z rodziny amarylkowatych, występujący w Maroku i Hiszpanii.

## Morfologia

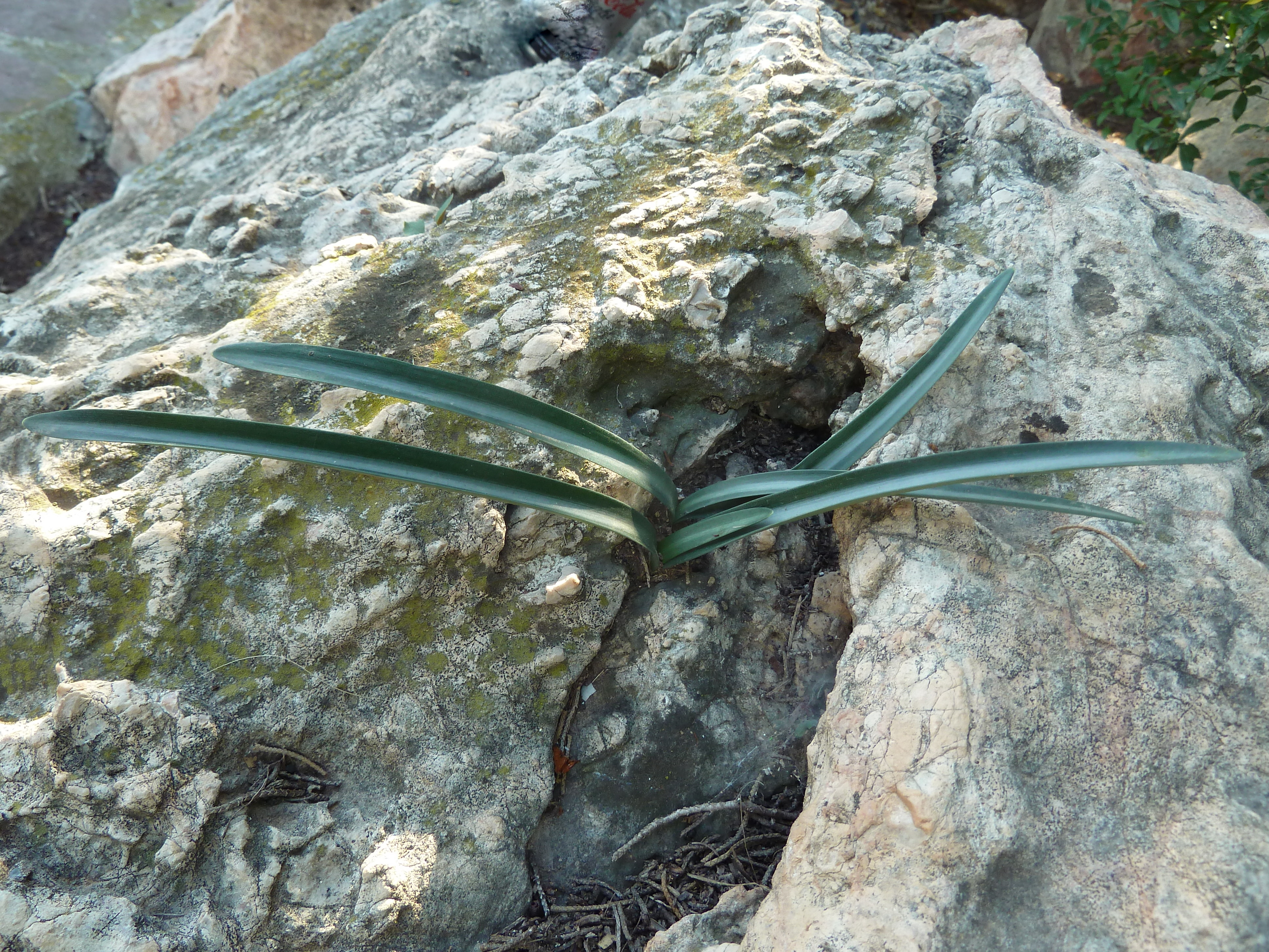
Liście

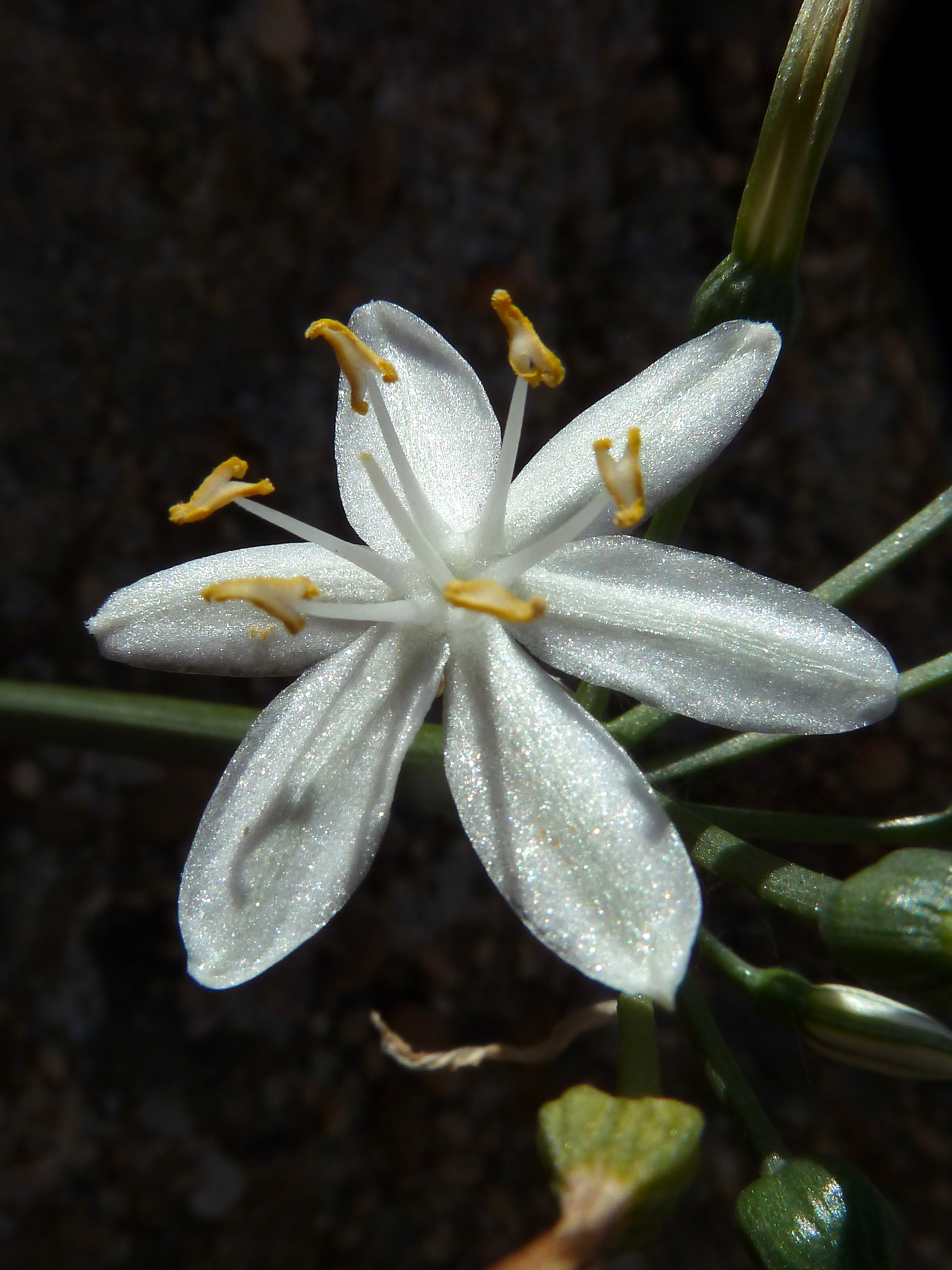
Kwiat

PokrójWieloletnie rośliny zielne o wysokości 14–34 cm.
PędPrawie kulista cebula o wymiarach 26-65 × 24–67 mm, pokryta błoniastymi, intensywnie brązowymi łuskami, przechodzącymi w szyjkę osłaniającą pąk wierzchołkowy, o długości 18–73 mm.
LiścieOd dwóch do trzech, rzadziej pięciu, równowąskich, całobrzegich, o wymiarach 3-17 (20) × (0,2) 0,6–1,3 cm, doosiowo z białawym podłużnym pasem pośrodku blaszki.
KwiatyZebrane od 4 do 10 (13) w baldachowaty kwiatostan wyrastający na spłaszczonym głąbiku o długości 9–29 cm. Kwiatostan wsparty jest dwiema lancetowatymi, błoniastymi, białawymi podsadkami o wymiarach 13-23 × 1,4–4 mm. Okwiat promienisty, gwiaździsty, wyprostowany. Listki okwiatu lancetowate, o wymiarach 8,4-12(17,3) × 2,1–4,3 mm, zrośnięte u nasady w rurkę na długości 0,1–0,7 mm, białe, z zielonym paskiem odosiowo. Przykoronek nieobecny. Pręciki o nitkach równowąskich, białawych, krótszych od listków okwiatu, z poszerzoną nasadą. Pylniki o wymiarach 2,7-5,2 × 0,5–0,8 mm, żółte, podłużnie pęknięte. Zalążnia dolna, elipsoidalna, trójkomorowa, o wymiarach 1,9-4,2 × 1,6–2,7 mm. Szyjka słupka nitkowata, o długości 4,9–7,9 mm, biała, zakończona niezróżnicowanym znamieniem.
OwoceNiemal kuliste, pękające torebki o wymiarach 3,2-7,9 × 4,4–8,4 mm, niemal trójgraniaste, z 1-2 nasionami w każdej komorze. Nasiona gruszkowate, czarniawe, o wymiarach 2,7-4,2 × 1,7–2,8 mm, szorstkie, błyszczące.

## Biologia
RozwójGeofity cebulowe. Kwitną od sierpnia do września, rzadziej wcześniej lub później. Liście pojawiają się po przekwitnięciu roślin i osiągają maksymalny rozmiar po owocowaniu.
SiedliskoZarośla na terenach kamienistych, występy i pęknięcia w skałach, na wysokości od 0 do 860 m n.p.m.
GenetykaLiczba chromosomów 2n = 22.

## Systematyka
Pozycja systematycznaRodzaj z podrodziny amarylkowych Amaryllidoideae z rodziny amarylkowatych Amaryllidaceae.